# Paul Collins
Paul Collins (31 de maio de 1997) é um futebolista da Samoa Americana que atua como zagueiro pelo Pago Youth e pela Seleção da Samoa Americana de Futebol.[carece de fontes?]